# Marcgravia goudotiana
Marcgravia goudotiana là một loài thực vật có hoa trong họ Marcgraviaceae. Loài này được (Triana & Planch.) de Roon mô tả khoa học đầu tiên năm 1967.